# Mellum
Mellum (op kaarten meestal aangeduid als "Alte Mellum") is een onbewoond eiland en is een van de eilanden van de Oost-Friese Waddeneilanden. Mellum ligt ten zuidoosten van Wangerooge voor de kust van de plaatsen Horumersiel en Schillig.
Mellum ontstond pas aan het eind van de 19e eeuw bij de waterscheiding in de Waddenzee tussen de mondingen van de Jade en de Wezer, voor het schiereiland Butjadingen. Tegenwoordig bestaat Mellum voornamelijk uit duinen en kwelders. Door de invloed van zeestromen en de wind verandert Mellum continu van vorm en plaats. In 2006 was de landoppervlakte ongeveer 75 ha. In juni 2009 kwamen bij een 10 ha oppervlakte verwoestende natuurbrand op het eiland duizenden kuikens van zeevogels om.
In de Tweede Wereldoorlog is een kleine ringdijk aangelegd. Deze dijk beschermde een na de oorlog opgeblazen luchtafweerbatterij tegen stormvloeden. Het is het enige gedeelte van het eiland dat bij stormvloeden boven water uitsteekt.

Kaart: Mellum ligt iets boven het midden
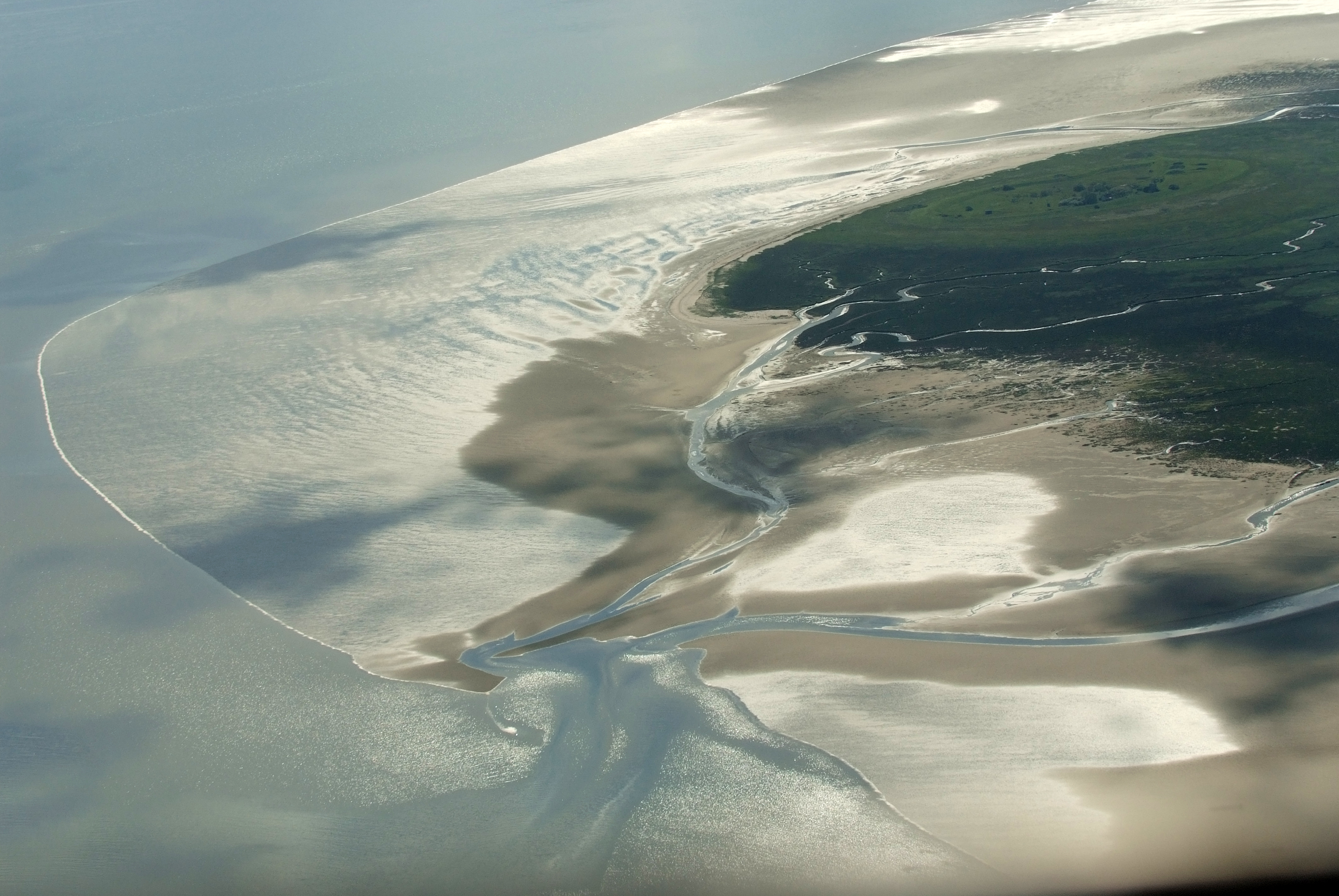
Luchtfoto Mellum in december 2012
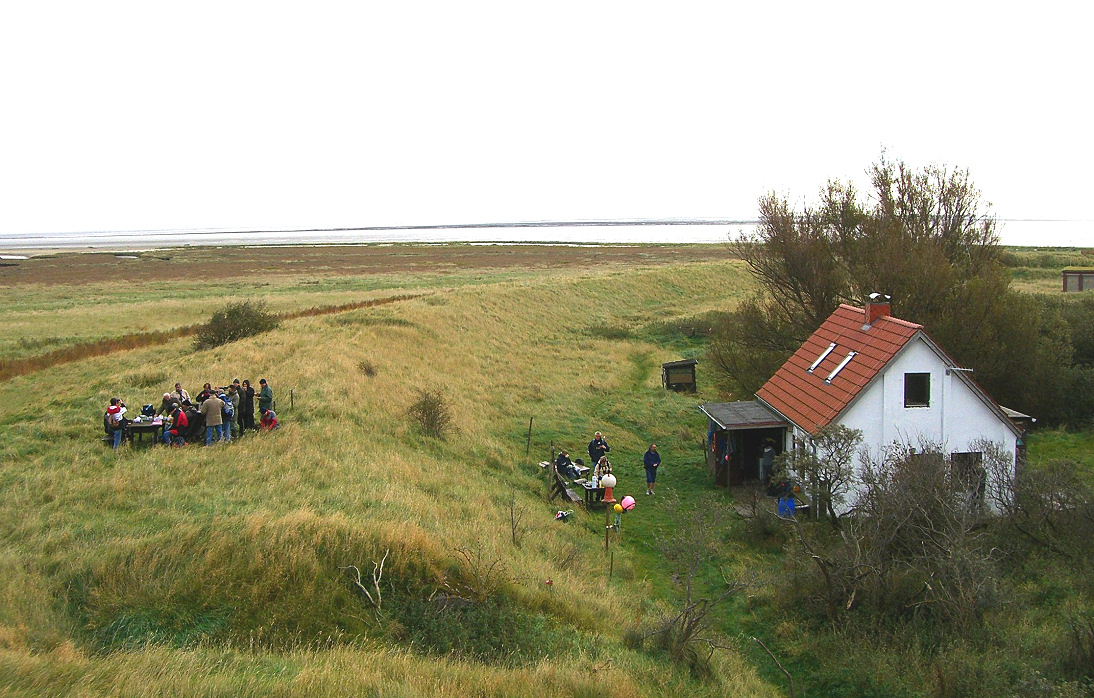
Voor natuuronderzoekers gebouwd huis met "vogelaars" daarnaast op de ringdijk
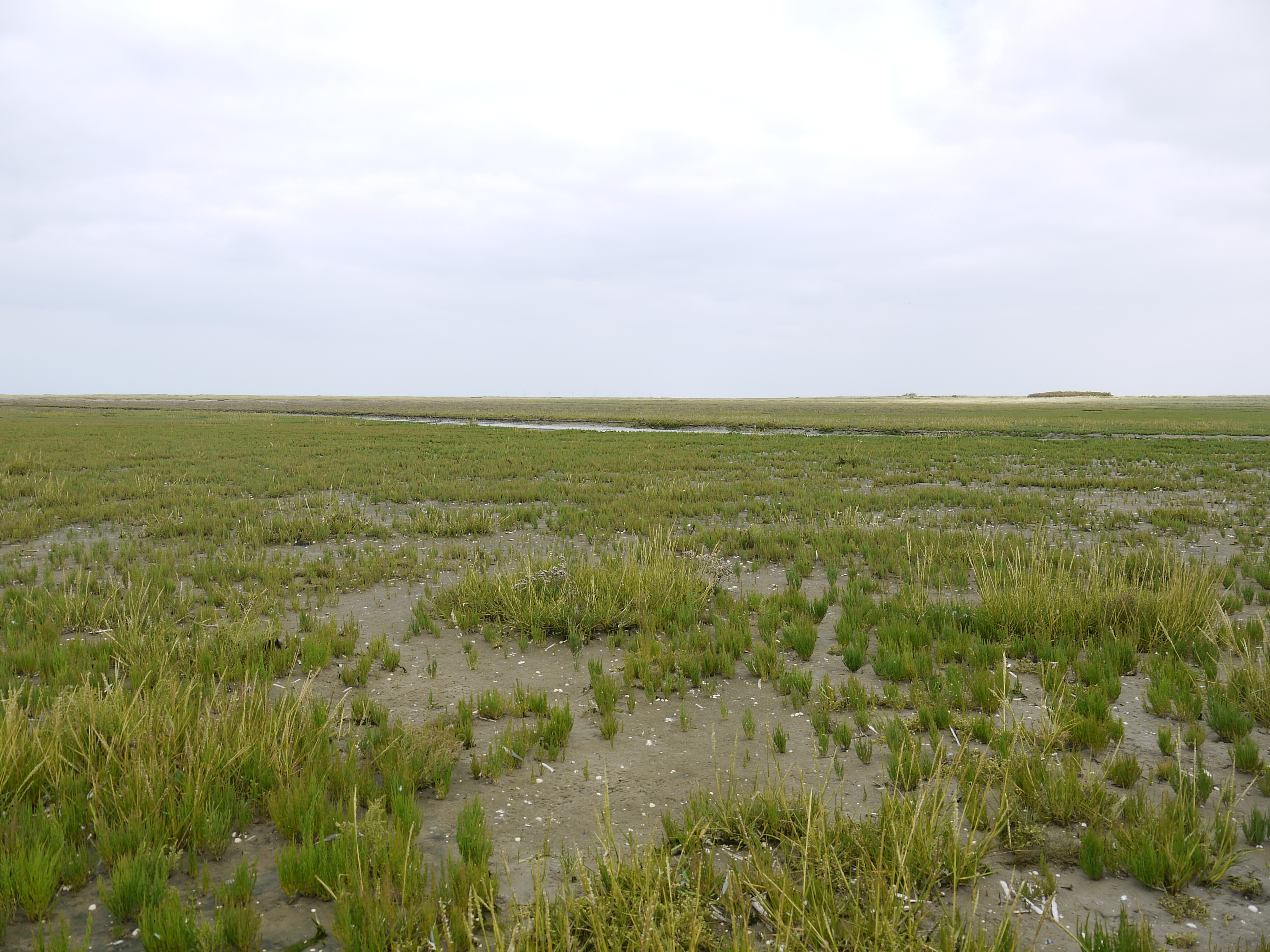
De vegetatie op Mellum
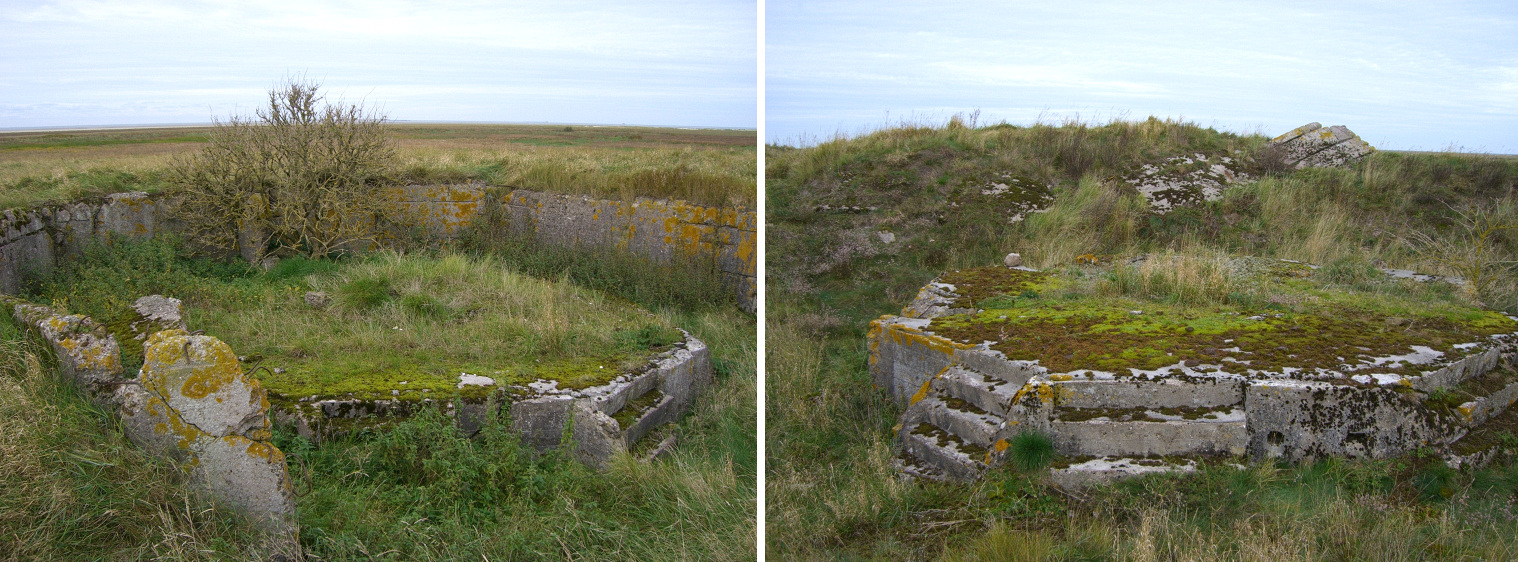
Ruïnes van Flak-stellingen uit WO II

Het eiland heeft bestuurlijk een bijzondere status in Duitsland. Het behoort tot de deelstaat Nedersaksen en het Nationaal Park Nedersaksische Waddenzee, maar verder tot geen enkele Kreis of gemeente. Het wordt bestuurd door de Mellumrat, die geheel uit vertegenwoordigers van natuurbeschermingsorganisaties bestaat. Deze, statutair te Dangast, gemeente Varel gevestigde, eilandsraad organiseert ook de excursies. Alleen door aan zo'n excursie deel te nemen, mag men Mellum bezoeken en betreden. De excursies vinden alleen buiten het broedseizoen van de vogels plaats.